# Rio Vermelho (Araguaia)
Der Rio Vermelho (wörtlich „Roter Fluss“) ist ein rechter Zufluss des Rio Araguaia in Brasilien im Bundesstaat Goiás in der Mikroregion Rio Vermelho.

## Flusslauf
Die Quelle befindet sich 17 km östlich der alten brasilianischen Stadt Goiás Velho, welche von ihm durchflossen wird. Nach Verlassen dieses Quellgebietes ist der Rio Vermelho ein Grenzgewässer zwischen Itapirapuã und Matrinchã sowie zwischen Britânia und Aruanã. Der Fluss mündet etwa 230 km Luftlinie südlich der Ilha do Bananal bei Aruanã in den Rio Araguaia.

## Zuflüsse
| Linke Zuflüsse                                      | Rechte Zuflüsse            |
|                                                     |                            |
| - Rio Uvá - Rio Itapirapuã - Ribeirâo da Áqua Limpa | - Rio Bugre - Rio Ferreira |